# Tin Pan Alley
Tin Pan Alley era a coleção de editoras musicais e compositores nova iorquinos que dominaram a música popular dos Estados Unidos no fim do século XIX e início do século XX. Originalmente, o nome se referia a um lugar específico: West 28th Street entre a Quinta e a Sexta Avenida no Flower District de Manhattan, e há uma placa na calçada da 28th Street, entre a Broadway e a Sexta Avenida, que o comemora.
O início de Tin Pan Alley, geralmente, data de cerca de 1885, quando diversas editoras musicais estabeleceram-se no mesmo distrito de Manhattan. O fim de Tin Pan Alley é menos evidente. Alguns o colocam no início da Grande Depressão na década de 1930 quando o fonógrafo, o rádio e o cinema substituíram a partitura como a força motriz da música popular americana, enquanto outros consideram que o Tin Pan Alley continuou até a década de 1950 quando os primeiros estilos da música popular americana foram ofuscados pela ascensão do rock & roll, que se centrou no edifício Brill.
As origens do nome "Tin Pan Alley" são incertas. Um relato alega que era uma referência pejorativa ao som de muitos pianos (comparando-o com o bater de panelas de estanho — tin pans, no original). Outros afirmam que o nome surgiu da modificação feita por compositores em seus pianos para produzir um som mais percussivo. Depois de muitos anos, o termo passou a se referir à indústria musical dos EUA de maneira geral.